# Saccarella schilleri
 (avril 2021).
Genre
Espèce
Saccarella schilleri, unique représentant du genre Saccarella, est une espèce d'opilions dyspnois de la famille des Nemastomatidae.

## Distribution
Cette espèce est endémique de Ligurie en Italie. Elle se rencontre vers Triora à 1 475 m d'altitude sur le mont Saccarel.

## Étymologie
Cette espèce est nommée en l'honneur de Wolfgang Schiller

## Publication originale
- Schönhofer & Martens, 2012 : « The enigmatic Alpine opilionid Saccarella schilleri gen. n., sp. n. (Arachnida: Nemastomatidae) — isolated systematic placement inferred from comparative genital morphology. » Organisms, Diversity & Evolution, vol. 12, p. 409–419.